# سیارک ۹۸۶۶
سیارک ۹۸۶۶ (به انگلیسی: 9866 Kanaimitsuo، نامگذاری:1991TV4) نه هزار و هشتصد و شصت و ششمین سیارک کشف شده‌است که در ۱۵ اکتبر ۱۹۹۱ کشف شد.
قدر مطلق سیارک برابر ۱۴٫۲۰ است.